# Šípové křídlo

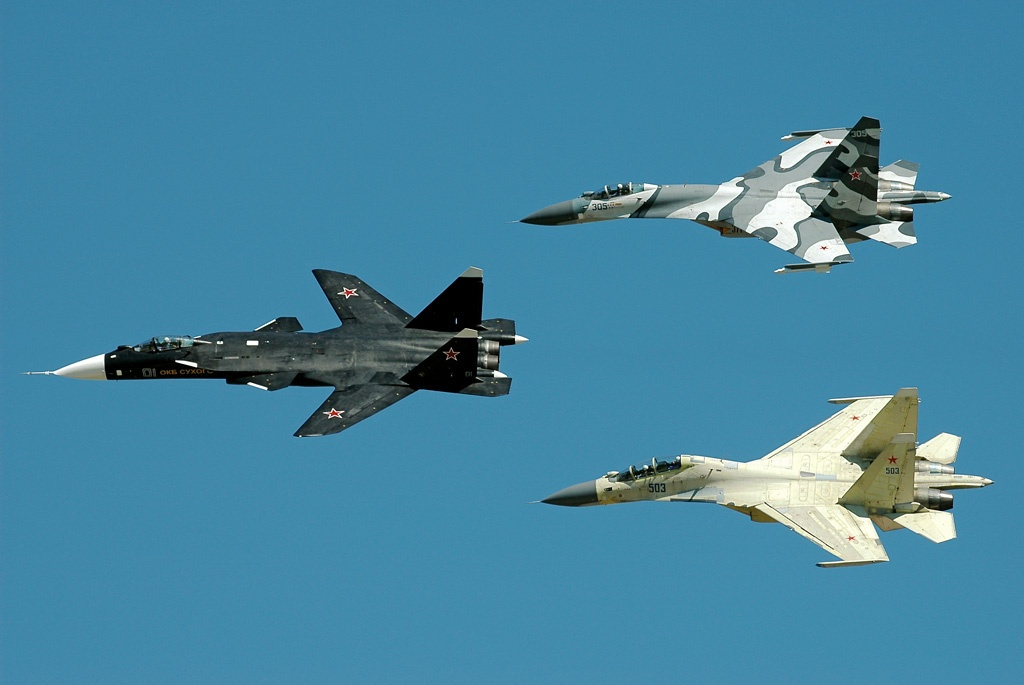
Suchoj Su-47 následovaný dvěma Su-27. Su-47 používá negativní šípovitost, zatímco Su-27 má konvenčnější design se šípovitostí dozadu.

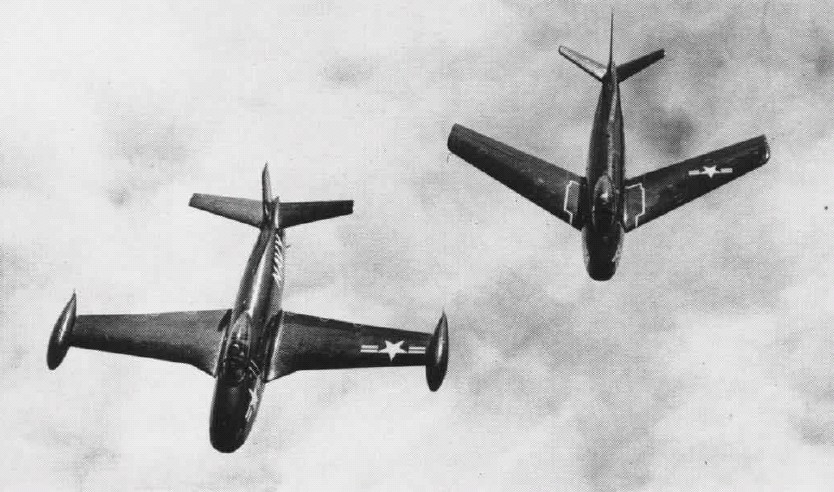
Letoun North American FJ-1 Fury s přímým křídlem letící vedle FJ-2 s křídlem šípovým v roce 1952.

Šípové křídlo je typ křídla, které je pod určitým úhlem nakloněno vůči příčné ose letadla (při pohledu shora). Sklon bývá buď dozadu nebo občas dopředu (negativní geometrie) od kořene křídla. Použití šípového křídla má za následek zpoždění rázových vln a doprovázející nárůst aerodynamického odporu způsobený stlačitelností tekutiny blízko rychlosti zvuku, čímž dochází ke zlepšení výkonu.
Šípová křídla se používala už od dob průkopníků letectví a jejich využití při vysokých rychlostech bylo poprvé zkoumáno v Německu. Adolf Busemann rozvíjel první nápady s kladně šípovým křídlem v souvislosti s nadzvukovým letem už od roku 1935. Zvláštní výzkum v aerodynamickém tunelu a patentové přihlášky byly provedeny v roce 1939 Albertem Betzem a jeho kolegy v Aerodynamickém výzkumném ústavu (Aerodynamische Versuchsanstalt). Šípová křídla pak našla uplatnění těsně před koncem druhé světové války. Využívají se téměř vždy u proudových letadel určených k letu vysokými rychlostmi.
Mezi typy šípových křídel patří i křídla s měnitelnou geometrií a šikmá křídla, u kterých jedna strana míří dopředu a druhá dozadu. Delta křídlo se dá také aerodynamicky považovat za formu šípového křídla.
Short Brothers postavili v roce 1910 letoun Dunne D.5 - první letadlo se šípovými křídly na světě. V roce 1929 Alexander Leo Soldenhoff zalétal samokřídlo vybavené šípovým křídlem s velkým úhlem šípovitosti.